# Voyager 2
Voyager 2 (englisch voyager ‚Reisender‘) ist eine Raumsonde der NASA zur Erforschung des äußeren Planetensystems im Rahmen des Voyager-Programms. Sie wurde am 20. August 1977 vom Launch Complex 41 auf Cape Canaveral mit einer Titan-IIIE-Centaur-Rakete gestartet. Die identisch aufgebaute Sonde Voyager 1 startete 16 Tage später auf einer anderen Flugbahn.
Die Mission von Voyager 2 gilt als einer der größten Erfolge der NASA und der Raumfahrt allgemein, da die Sonde ihre geplante Lebenserwartung weit übertroffen hat und noch heute regelmäßig Daten zur Erde sendet.
Am 1. Mai 2025 ist Voyager 2 seit 17.421 Tagen im All und ca. 139,56 Astronomische Einheiten (AE) von der Sonne entfernt, das sind etwa 20,88 Milliarden Kilometer. Am 30. Juli 2023 überholte sie Pioneer 10.

Sie ist nach ihrer Schwestersonde das am zweitweitesten von der Erde entfernte von Menschen gebaute Objekt.

## Vorgeschichte
Die Wurzeln des Voyager-Programms reichen bis in die Mitte der 1960er-Jahre zurück. Es gab Berechnungen für Flugbahnen für Sonden, die die günstigen Stellungen der äußeren Planeten Ende der 1970er-Jahre ausnutzen könnten. Anfang der 1970er-Jahre wurde der Bau der Voyager 1 und 2 beschlossen. Da sie erst als Erweiterung der Mariner-Serie geplant waren, wurden sie zunächst als „Mariner 11“ und „12“ bezeichnet. Diese Bezeichnung wurde später aufgrund der großen strukturellen Unterschiede der Sonden fallengelassen. Bis zum März 1975 war die Konzeptphase abgeschlossen und der Bau der Sonden begann.

## Missionsziele
Die Voyager-Sonden hatten keinen besonderen Forschungsschwerpunkt, da es im Vorfeld erst wenige Erkenntnisse über die äußeren Planeten gab, die hätten ausgebaut werden können. Daher sind die Missionsziele relativ weit gefasst:
- Untersuchung der Atmosphären von Jupiter und Saturn im Hinblick auf Zirkulation, Struktur und Zusammensetzung
- Analyse der Geomorphologie, Geologie und Zusammensetzung der Monde
- Genauere Bestimmung der Masse, Größe und Form aller Planeten, Monde und Ringe
- Untersuchung diverser Magnetfelder im Hinblick auf ihre Feldstruktur
- Analyse der Zusammensetzung und Verteilung von geladenen Teilchen und Plasma
- Schwerpunktmäßige Untersuchungen der Monde Io und Titan

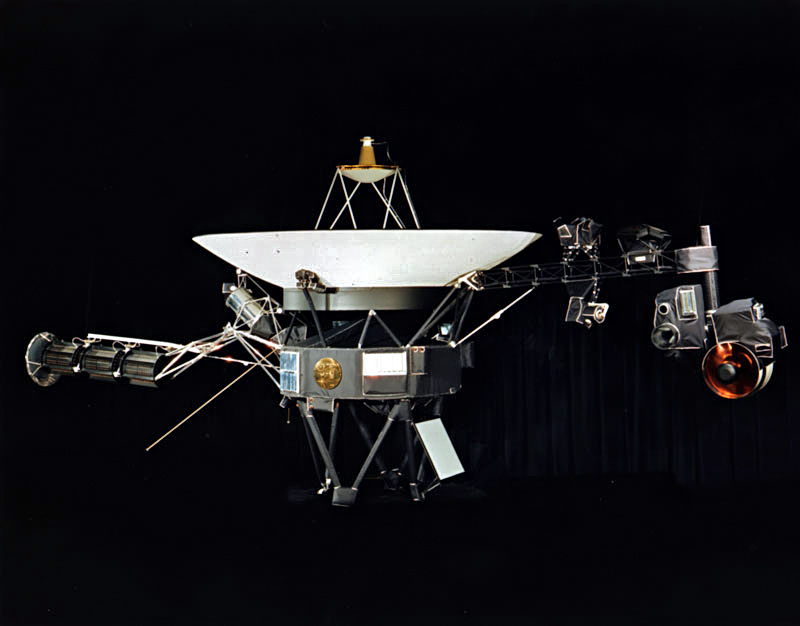
Eine der beiden Voyager-Raumsonden

## Ablauf der Mission

Flugbahnen der Voyager-Sonden

### Start und Flug

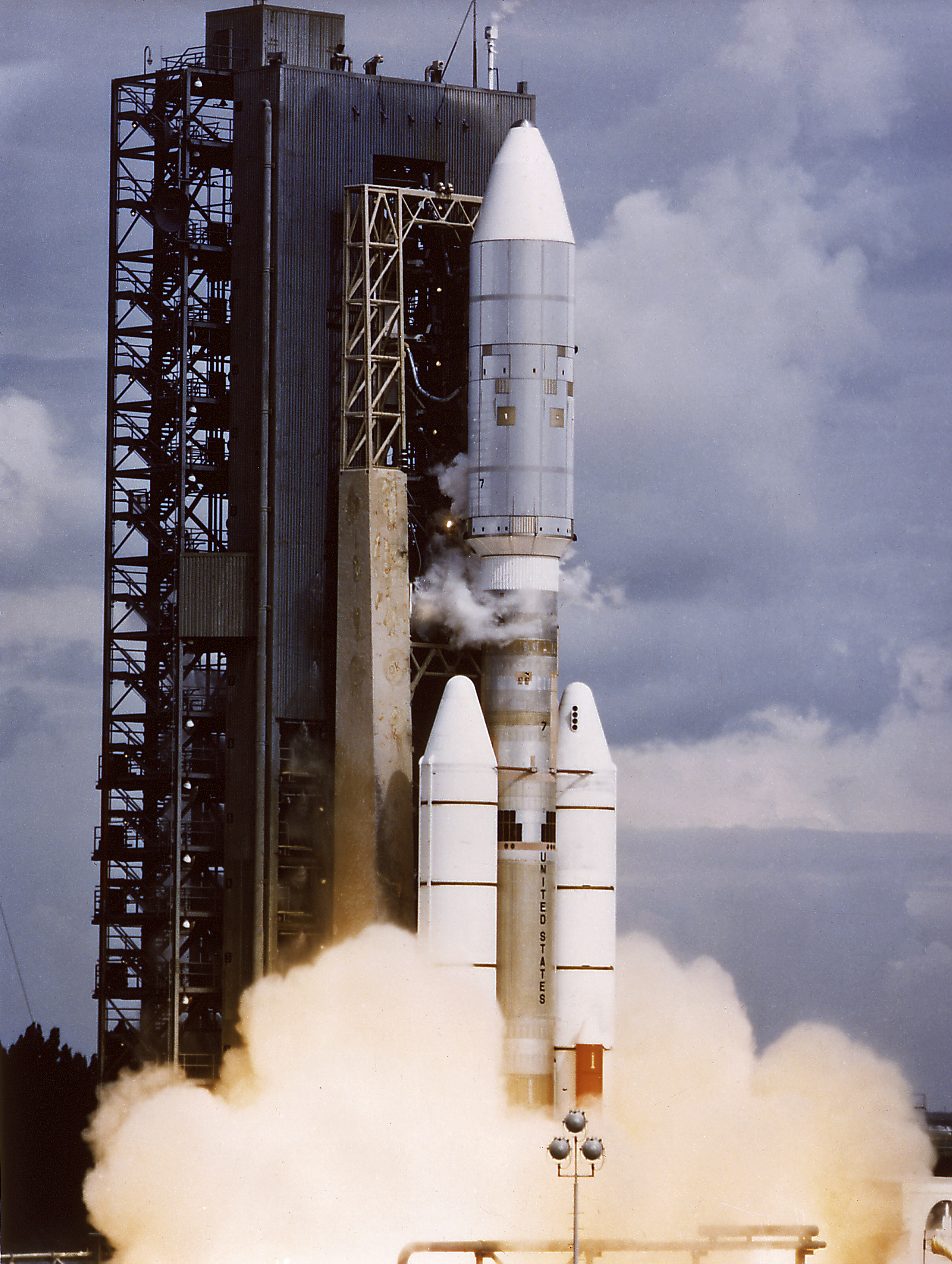
Start von Voyager 2

Voyager 2 wurde am 20. August 1977 vom Startkomplex 41 der Cape Canaveral AFS mit einer Titan-IIIE-Centaur-Rakete gestartet. 16 Tage später startete auch ihre Schwestersonde Voyager 1, aber mit einer leicht unterschiedlichen Flugbahn. Da Voyager 1 eine etwas höhere Startgeschwindigkeit aufwies (15,0 km/s gegenüber 14,5 km/s), wurde Voyager 2 am 15. Dezember 1977 in einer Entfernung von 1,75 AE von ihrer Schwestersonde überholt.
Die Flugzeit bis zum Jupiter betrug etwa 20 Monate.

### Technische Probleme
Im April 1978 stellte man fest, dass die Kommunikation mit der Sonde nicht funktionierte. Ursache des Problems war, dass man wegen einer Überlastung des Bodenteams lange nicht mehr mit der Sonde kommuniziert hatte. Zur gleichen Zeit wurde das Galileo-Projekt vorbereitet, wodurch viele Ressourcen aus dem Voyager-Programm abgezogen worden waren. Das Steuerungssystem der Sonde hatte das Ausbleiben der Signale als Fehlfunktion des Primärsenders interpretiert und am 5. April 1978 auf den Reservesender umgeschaltet. Bei diesem war allerdings ein Bauteil zur automatischen Anpassung der Sende- und Empfangsfrequenz defekt. Die Relativgeschwindigkeit zwischen Erde und Raumsonde schwankte, je nachdem, wo sich die Erde auf ihrer Bahn um die Sonne gerade befand, was zu einem Dopplereffekt führte. Da das defekte Bauteil die Frequenzverschiebungen nicht mehr kompensierte, brach die Funkverbindung sehr häufig ab. Man sendete also am 6. April einen Befehl, der den Primärsender wieder aktivierte. Dieser war aber mittlerweile vollständig ausgefallen und so musste man den teildefekten Reservesender wieder in Betrieb nehmen. Man löste das Problem des Dopplereffektes, indem man ihn vorausberechnete und die Übertragungsfrequenz dann manuell einstellte. Da Voyagers Empfänger nur eine Bandbreite von 96 Hz aufwies, konnten geringste Abweichungen in der Frequenzerzeugung zu einem Verbindungsabbruch führen. Schon eine Erwärmung der Sonde von 0,25 K konnte eine kritische Abweichung hervorrufen, weswegen der Temperaturkontrolle noch höhere Priorität beigemessen wurde.

### Jupiter
Als Voyager 2 am 25. April 1979 im Jupitersystem ankam, löste sie ihre Schwestersonde Voyager 1 bei der Erkundung des Planeten beinahe nahtlos ab. Die Flugbahn von Voyager 2 war so gewählt, dass sie einige Monde von jener Seite untersuchen konnte, die Voyager 1 verborgen geblieben war. Auch die neu entdeckten Ringe und die Nachtseite von Jupiter sollten genauer untersucht werden. Erkundet wurden die Monde Amalthea, Io, Europa, Kallisto und Ganymed, alle noch vor der Jupiterpassage. Dabei konnten auch Messungen mittels des PPS-Instruments durchgeführt werden, das bei Voyager 1 ausgefallen war. Während der zweitägigen Primärphase in der Nähe der Monde und beim Jupiter erhielt die Sonde durchgängig Unterstützung durch die 64-m-Antennen des Deep Space Networks, wodurch die maximale Datenrate von 115 kbit/s erreicht werden konnte. Am 9. Juli kam die Sonde Jupiter mit rund 570.000 km am nächsten. Als Voyager 2 am 5. August das Jupitersystem verließ, hatte sie 13.350 Bilder zur Erde gesendet und den Planeten in einer Distanz von 643.000 km passiert. Durch das Swing-by-Manöver wurde die Sonde auf 16 km/s beschleunigt und befand sich nun auf dem Kurs zu Saturn.

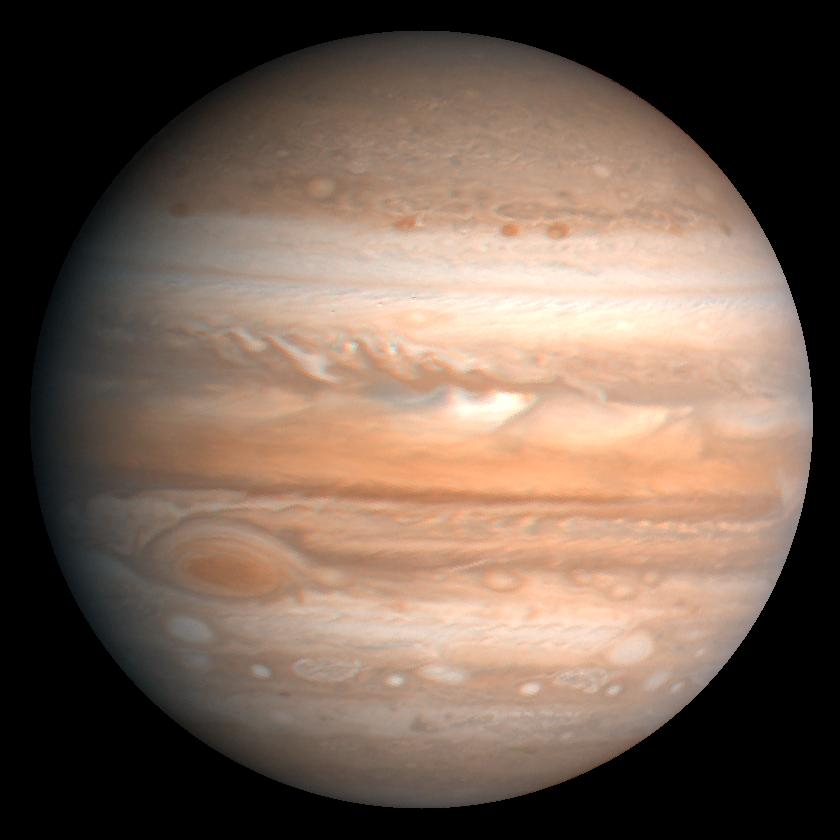
Jupiter in Echtfarben
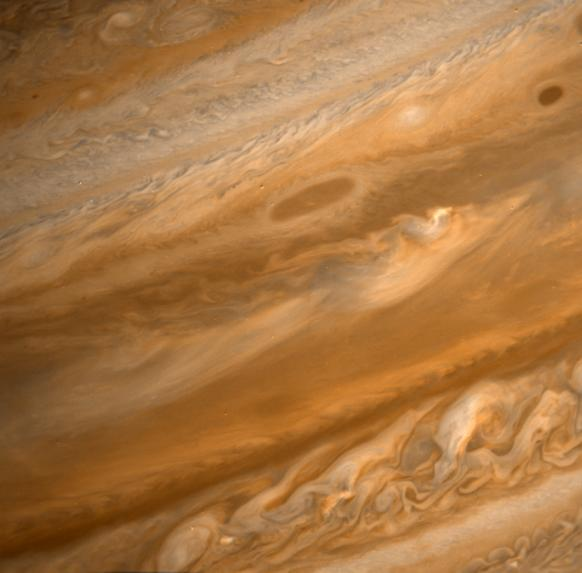
Detailaufnahme von Jupiter
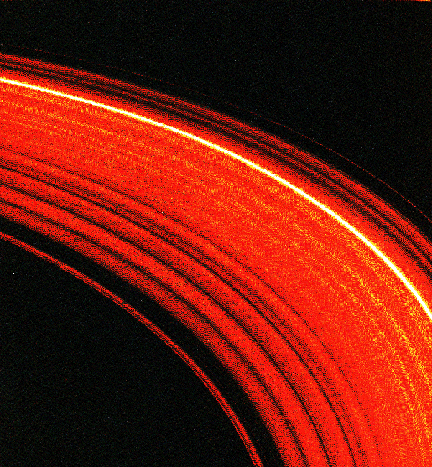
Jupiters Ringe in Falschfarben
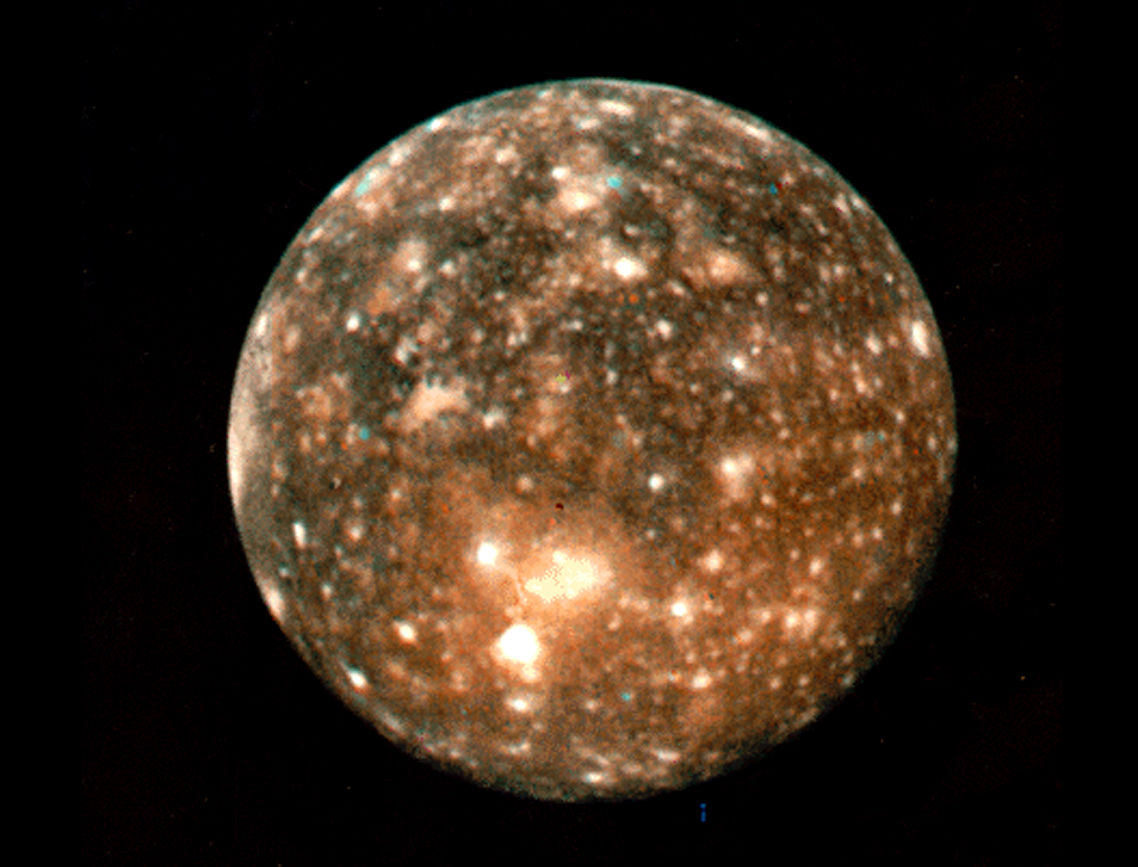
Der Mond Kallisto
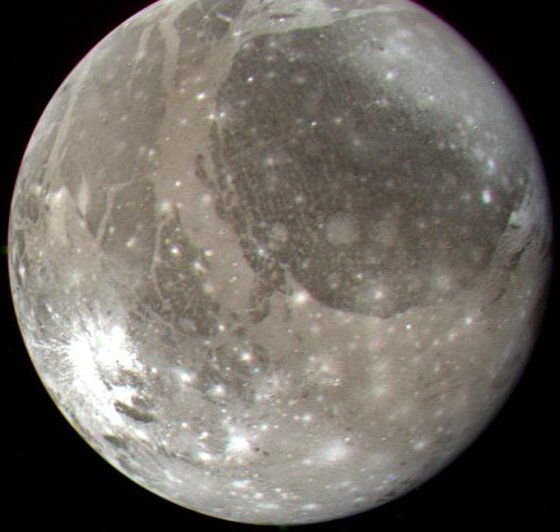
Der Mond Ganymed
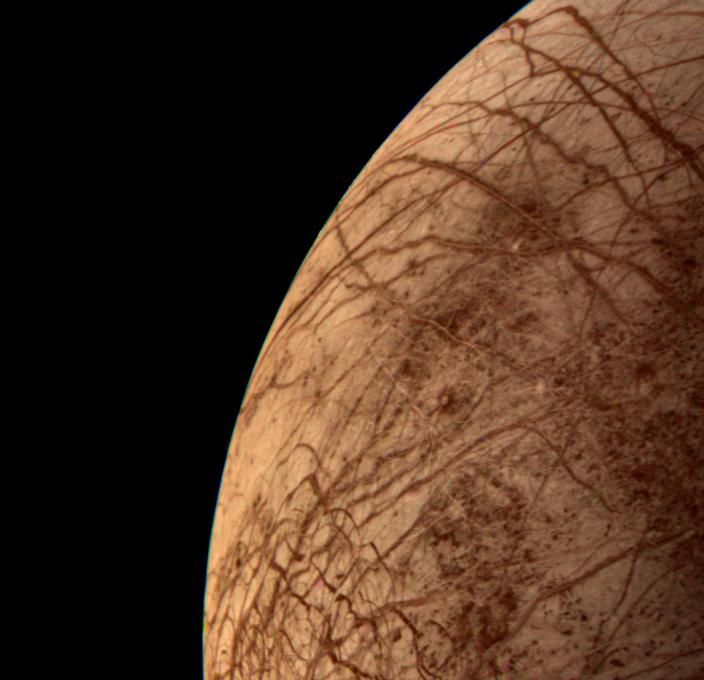
Nahaufnahme von Europa

### Saturn
Die Erkundung des Saturns zeigte seine sehr hohen Windgeschwindigkeiten, insbesondere in Äquatornähe, wo Voyager 2 Geschwindigkeiten von bis zu 500 Metern pro Sekunde messen konnte. Diese wehen hauptsächlich in östlicher Richtung, werden mit zunehmenden Breitengraden langsamer und ab 35° Nord/Süd dreht die Richtung auf West. Voyager 2 konnte auch eine sehr starke Symmetrie der Windverhältnisse zwischen dem nördlichen und südlichen Teil Saturns feststellen, was einige Wissenschaftler als Hinweis auf Strömungen durch das Planeteninnere werteten.
Die Sonde konnte aufgrund ihrer Flugbahn auch die obere Atmosphäre des Planeten mittels des RSS-Instruments untersuchen. An der Oberfläche wurde eine minimale Temperatur von 82 K (−191 °C) bei einem Druck von 70 mbar gemessen. Bei der größtmöglich messbaren Tiefe herrschte eine Temperatur von 143 K (−130 °C) bei einem Druck von 1200 mbar. Es wurden auch Polarlicht-ähnliche Phänomene nördlich des 65. Breitengrades entdeckt und im UV-Bereich in den mittleren Breitengraden. Letzteres tritt nur bei Sonneneinstrahlung auf und gibt immer noch Rätsel auf, da die geladenen Teilchen der Sonne zumindest auf der Erde nur in den Polarregionen auftreten und nicht in mittleren Breitengraden.

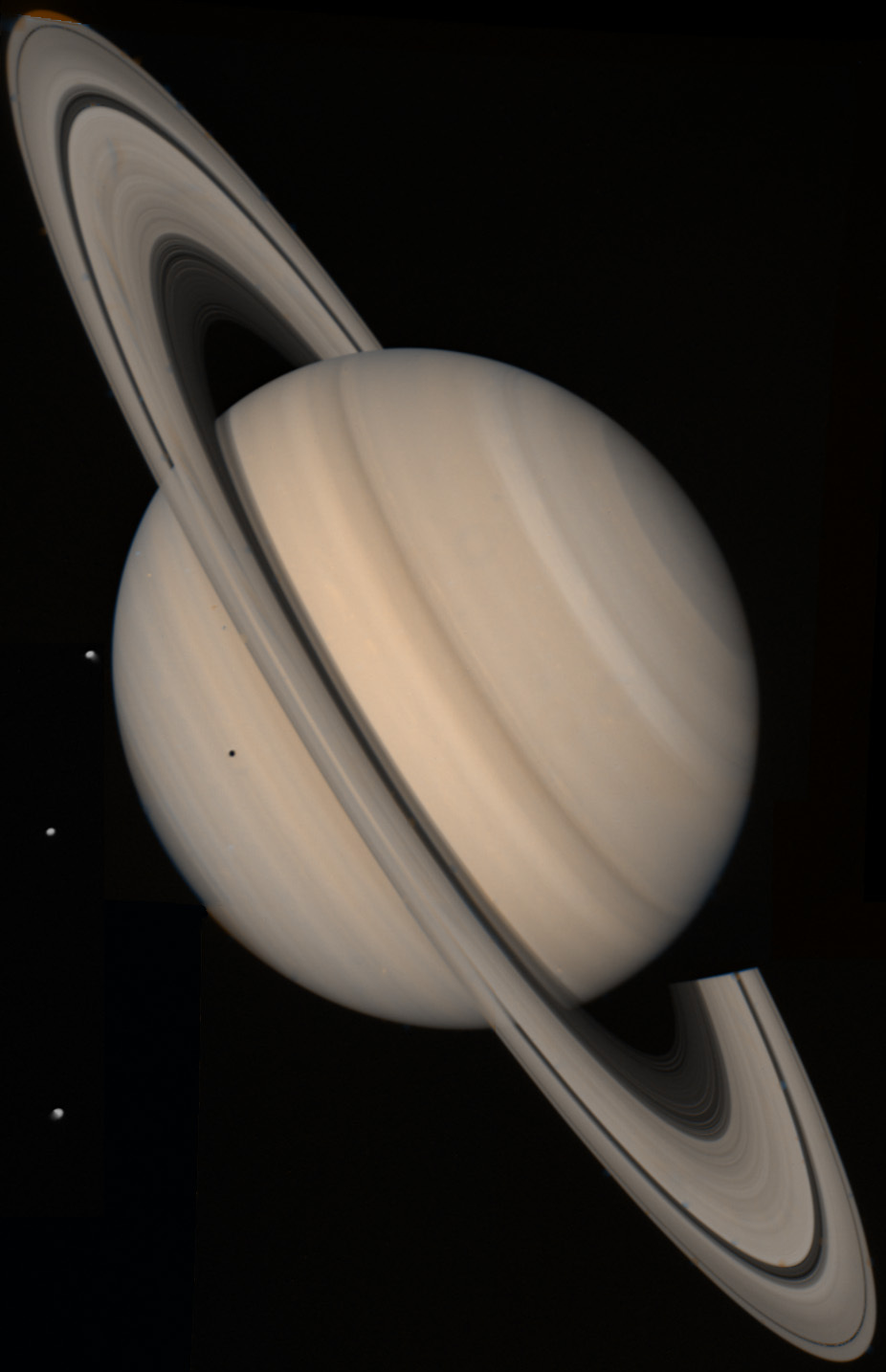
Saturn in Echtfarben mit den Monden Tethys, Dione und Rhea
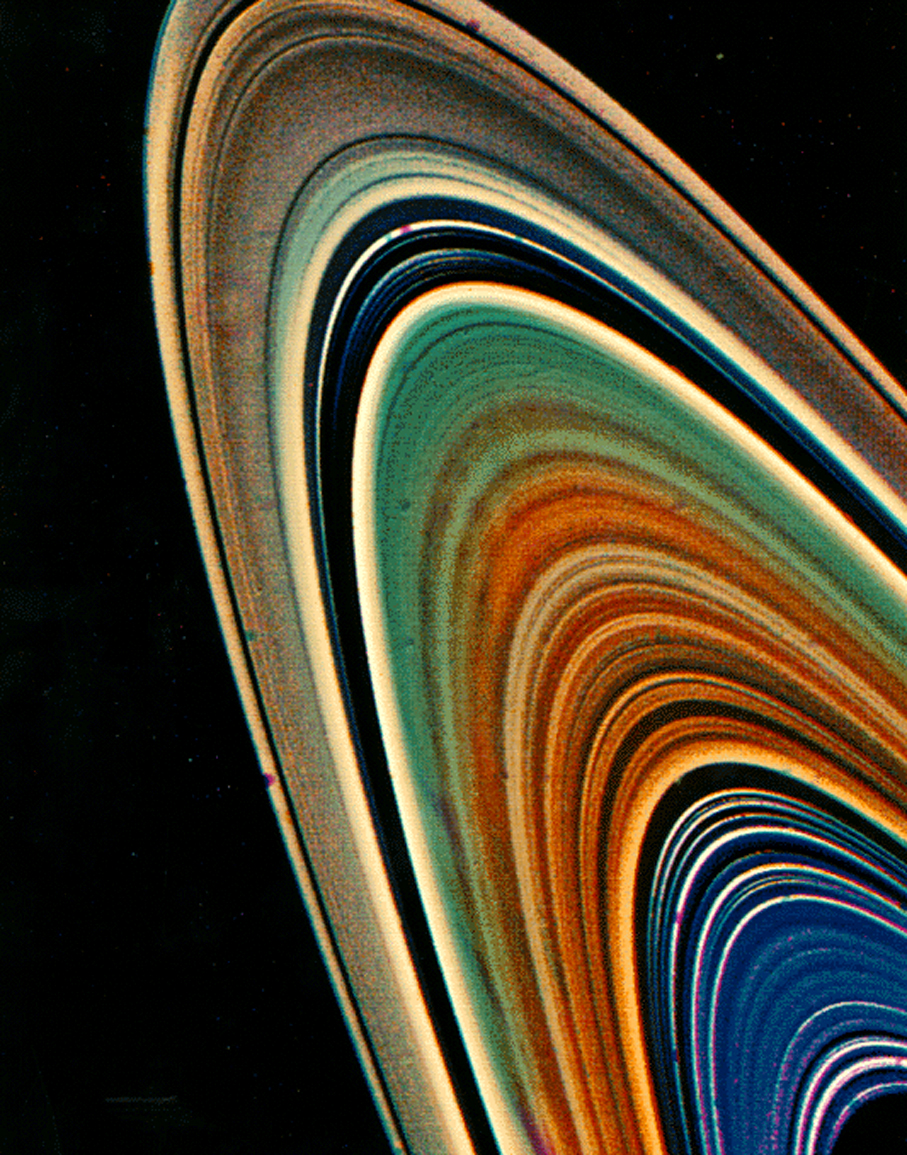
Saturns S-Ringe in Falschfarben
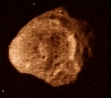
Der Mond Hyperion
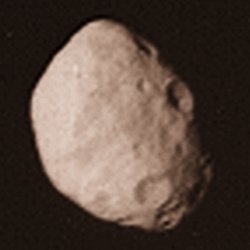
Der Mond Janus
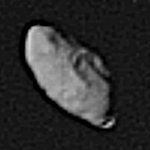
Eine niedrig aufgelöste Aufnahme von Prometheus
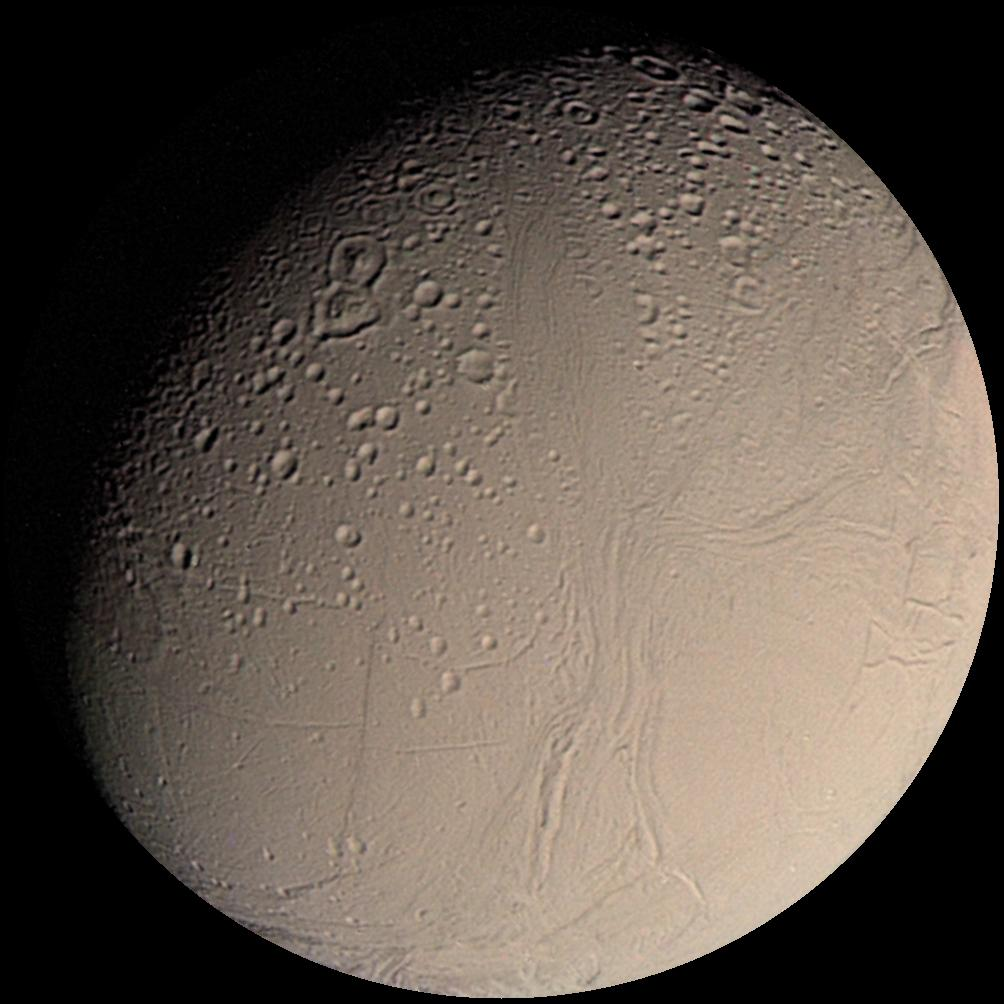
Der Eismond Enceladus
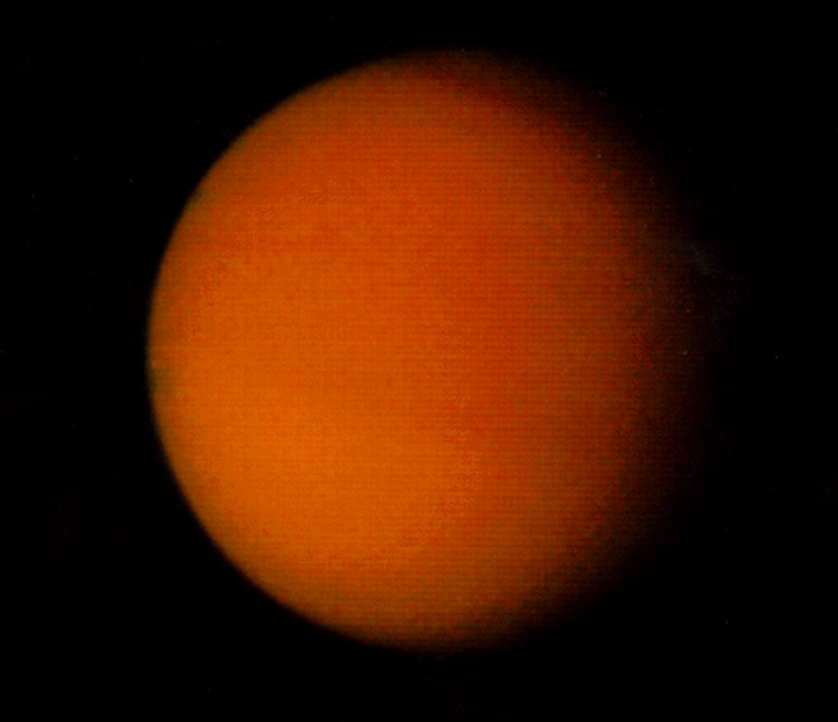
Der Mond Titan
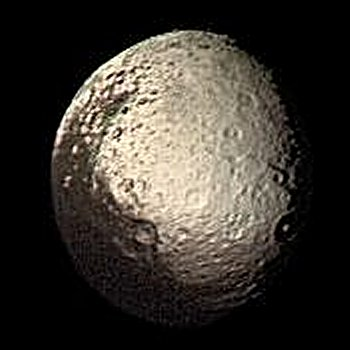
Der Mond Iapetus

### Verlängerung der Mission
Bereits im Frühjahr 1981 wurden die ersten Korrekturmanöver durchgeführt, um Voyager 2 zu Uranus bringen zu können. Dies war ursprünglich nicht vorgesehen, da die Sonde bei der Ankunft bereits 8 Jahre unterwegs sein würde. Dies entsprach dem Doppelten der prognostizierten bzw. projektierten Lebensdauer. Interne Studien ergaben eine nur 65-prozentige Chance, dass Voyager 2 Uranus funktionsfähig erreichen würde. Aufgrund der stark begrenzten Rechenkapazitäten der Sonde waren umfangreiche Arbeiten am Boden nötig, die pro Jahr ca. 30 Millionen US-Dollar kosteten. Trotz dieser Umstände bewilligte die NASA eine Weiterführung der Mission, vor allem deshalb, weil es zu jener Zeit außer den beiden Voyager-Sonden mit Viking 1 nur noch eine weitere aktive Planetensonde gab.
Die Software musste stark überarbeitet werden. Ein Projektwissenschaftler drückte dies so aus: „Die Sonde, die Uranus erreicht, ist nicht dieselbe, welche die Erde verlassen hat.“ Im Wesentlichen gab es drei große Probleme: Die extrem geringe Datenrate aufgrund der großen Entfernung (viermal niedriger als bei Saturn), die verminderte Energieabgabe der Radionuklidbatterien von nur noch 400 Watt (420 Watt waren für den Vollbetrieb notwendig) und die geringe Helligkeit der Uranus-Oberfläche, die längere Belichtungszeiten erforderte und somit die Gefahr von unscharfen Bildern erhöhte.
Das Problem der Datenübertragung wurde von zwei Seiten angegangen: Zum einen wurde das Datenvolumen reduziert, zum anderen wurde der Empfang verbessert. Letzteres erreichte man durch den zusätzlichen Einsatz von weiteren Empfangsantennen. Normalerweise wurde die Telemetrie über eine 64-m-Antenne des DSN abgewickelt, die eine Datenrate von 7,2 bis 9,6 kbit/s ermöglichte. Dies war aber nicht genug, um die große Menge an wissenschaftlichen Daten bei der Uranuspassage zu bewältigen. Daher wurden eine weitere 34-m- und eine 64-m-Antenne hinzugeschaltet, so dass eine Datenrate von 21,6 kbit/s erreicht werden konnte.
Außerdem gelang es, das Datenvolumen deutlich zu reduzieren. So ersetzte man den Golay-Fehlerkorrekturcode durch das fortgeschrittenere Reed-Solomon-Verfahren, das bei ähnlicher Leistung eine deutlich geringere Datenrate beansprucht. Allein durch diese Maßnahme konnte die nutzbare Datenrate um 70 % gesteigert werden. Allerdings hatte diese Vorgehensweise den Nachteil, dass die Hardware für die Reed-Solomon-Codierung nicht doppelt vorhanden war, wie es bei der Golay-Codierung der Fall war, und somit die Ausfallsicherheit nicht mehr gegeben war. Bei den sehr großen Bilddateien, die mit Abstand am meisten Bandbreite beanspruchten, wurde nun verlustbehaftete Kompression angewandt. Ein aufwändiges Verfahren wie die Huffman-Kodierung war hierfür aufgrund der sehr begrenzten Rechen- und Speicherkapazitäten nicht zu realisieren. Man konnte sich aber die Tatsache zunutze machen, dass der Bildbereich außerhalb der Planetenkanten in den vier Ecken des Bildes praktisch keine relevanten Informationen enthielt. Statt 8 bit pro Bildpunkt zu senden, wurden jetzt nur noch 3 bit versendet, welche die Helligkeitsdifferenz zum vorhergehenden Punkt beschrieben. Allerdings musste man auch für diese Maßnahme die Ausfallsicherheit reduzieren, und zwar durch den Verzicht auf den Reserve-FDS-Computer, da dieser nun für die Durchführung der Kompressionsalgorithmen herangezogen wurde. In der Summe dauerte die Übertragung eines Bildes aus dem Uranussystem nun mit 104 Sekunden nur 15 % länger als bei Saturn, bei gerade mal einem Viertel der Datenrate.
Dem Problem der verminderten Stromversorgung begegnete man mit einem Energiemanagement in Form eines festen Zeitplans, der festlegte, wann welches Instrument aktiv sein durfte. Dieser Plan wurde mit Hilfe von Simulationen erstellt, in denen ermittelt wurde, wann welches Instrument den höchsten Nutzen brachte. Komplizierter gestaltete sich der Umgang mit den langen Belichtungszeiten, die aufgrund der geringen Lichtintensität nötig waren. Das größte Problem war hier das Magnetband, das zur Live-Speicherung der Bilddaten mit Beginn der Belichtung anlief und der Sonde einen kleinen Ruck versetzte, der bei einer Belichtungszeit von bis zu 1,44 s zu deutlicher Schlierenbildung führte. Diesen Effekt wollte man mit dem gezielten Einsatz der Schubdüsen kompensieren. Allerdings durften sie nur 5 Millisekunden betrieben werden, was problematisch war, da die verbauten Düsen laut Spezifikation mindestens 10 ms lang arbeiten mussten, um ordnungsgemäß zu funktionieren. Nachdem man den 5-ms-Zyklus an mehreren baugleichen Modellen auf der Erde und schließlich bei Voyager 1 erprobt hatte, zeigte sich aber, dass man das Verfahren problemlos bei Voyager 2 einsetzen konnte.
Sechs Tage vor dem Vorbeiflug gab es weitere Probleme mit den übertragenen Bildern. In den komprimierten Bildern tauchten plötzlich helle und dunkle Linien auf. Zur Fehlersuche lud man ein vollständiges Speicherabbild des FDS herunter. Dabei wurde festgestellt, dass eine bestimmte Speicherzelle statt einer korrekten 0 fälschlicherweise eine 1 enthielt. Da sich herausstellte, dass diese Speicherzelle nicht mehr schreibbar ist, modifizierte man die Software, so dass diese Speicherzelle nicht mehr benutzt wurde. Zwei Tage später funktionierte das Bildsystem wieder fehlerfrei.

### Uranus
Am 4. November 1985 begann Voyager 2 ihre Beobachtungen von Uranus. Vor der Passage des Planeten wurden neben den fünf bis dahin bekannten Uranusmonden zehn weitere, kleinere entdeckt: Puck, Juliet, Portia, Cressida, Desdemona, Rosalind, Belinda, Cordelia, Ophelia und Bianca. Der Mond Perdita wurde erst 13 Jahre später auf den Aufnahmen der Sonde entdeckt und 2003 von der IAU endgültig bestätigt. Ihr Vorbeiflug am Uranus erfolgte am 24. Januar 1986 in einem Abstand von etwa 81.500 km. Ihre geringste Entfernung bestand zum Mond Miranda mit etwa 29.000 km. Ihre Ablichtungen des Uranussystems endeten am 25. Februar 1986.

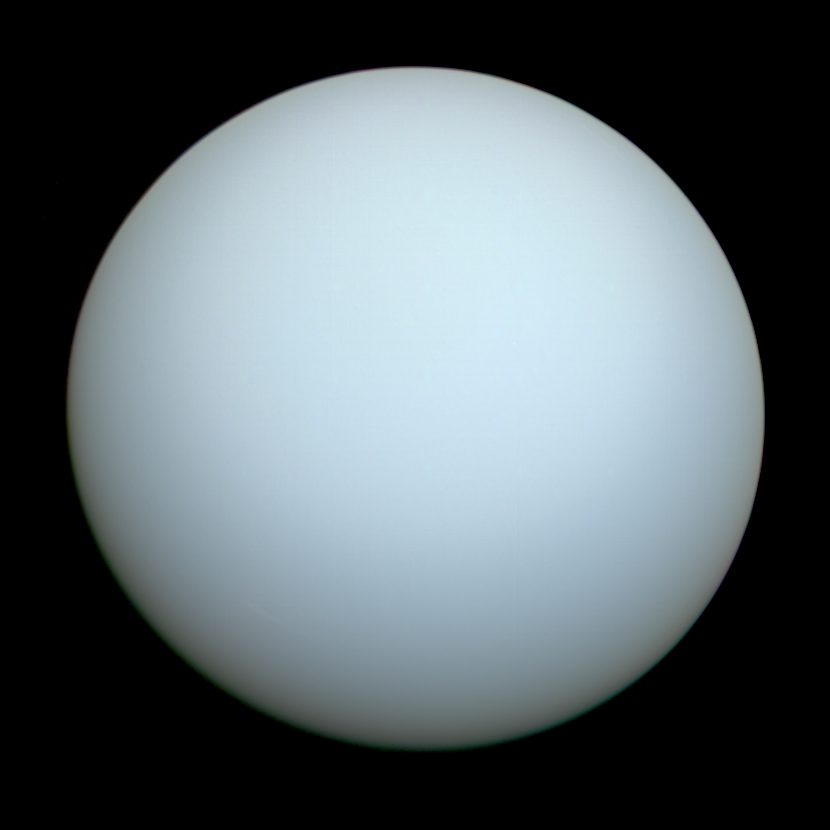
Uranus in Echtfarben
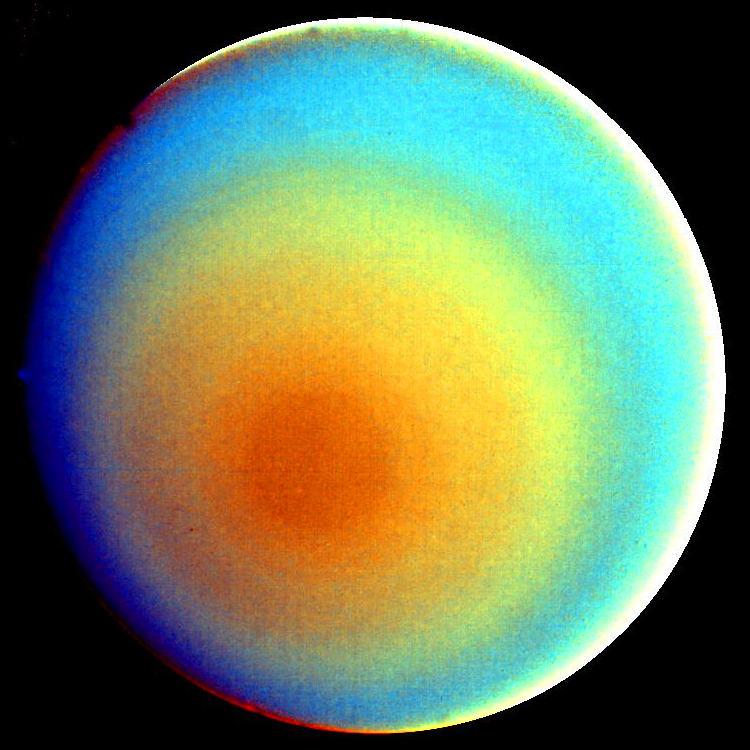
Uranus in Falschfarben
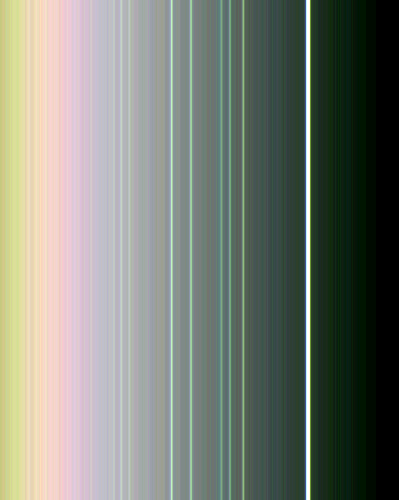
Falschfarbenaufnahme von Uranus’ Ringen
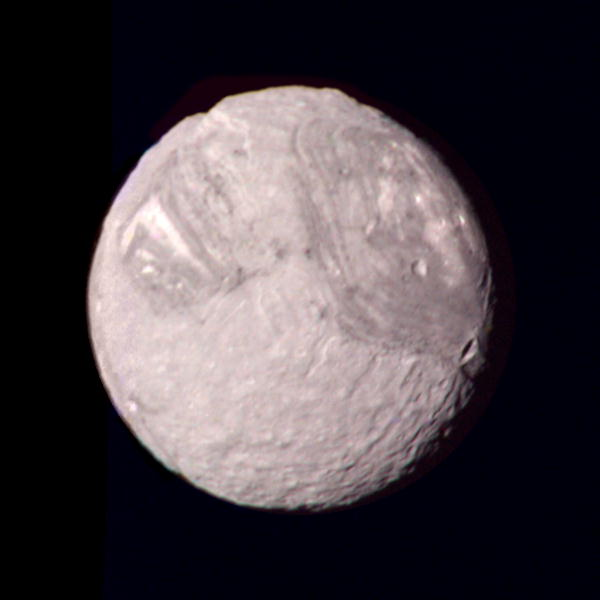
Der stark zerfurchte Mond Miranda
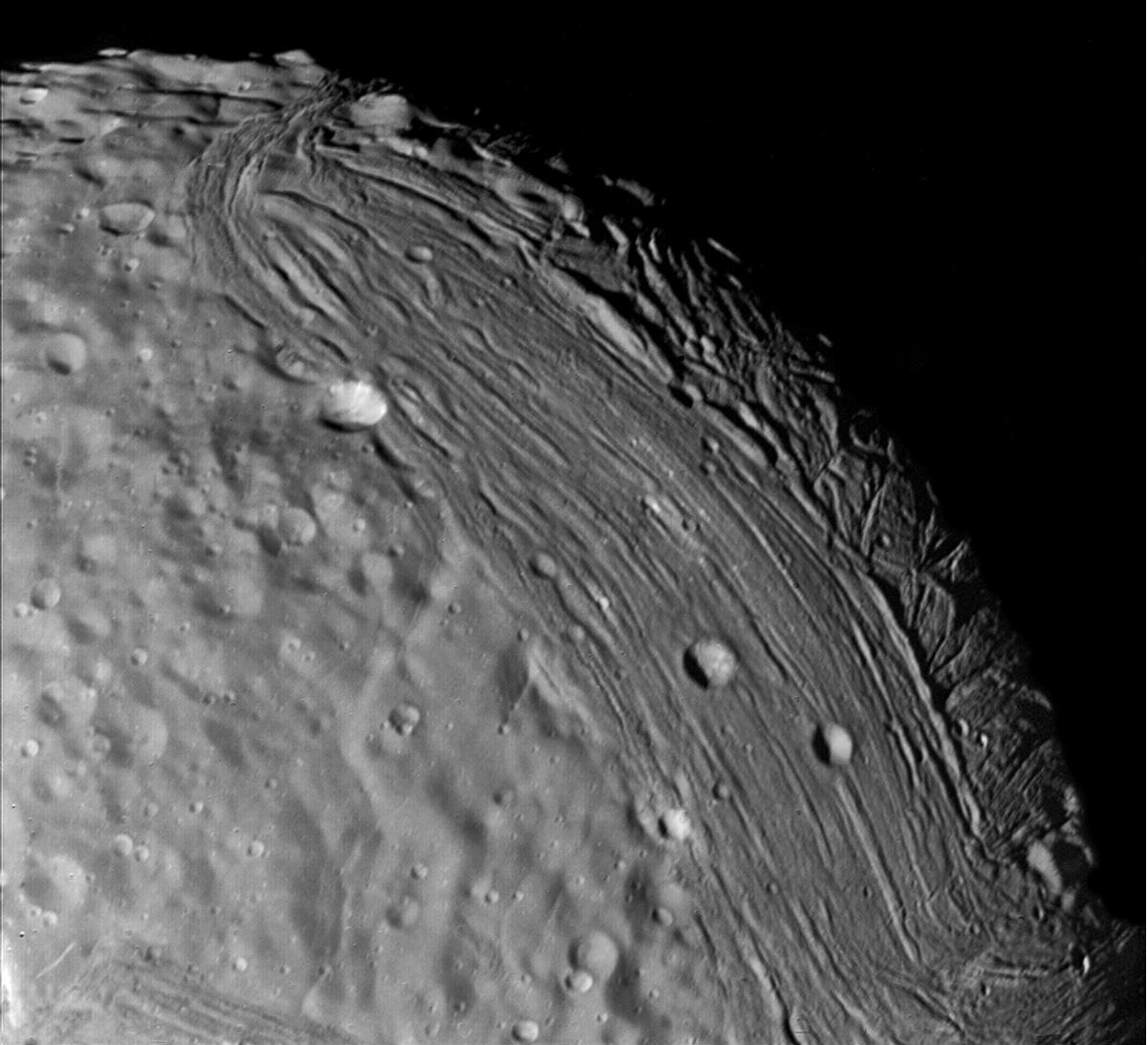
Detailaufnahme von Mirandas Oberfläche
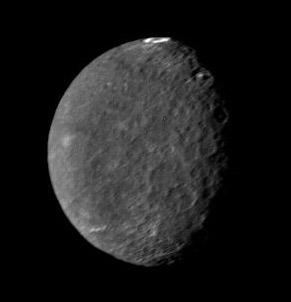
Der Mond Umbriel
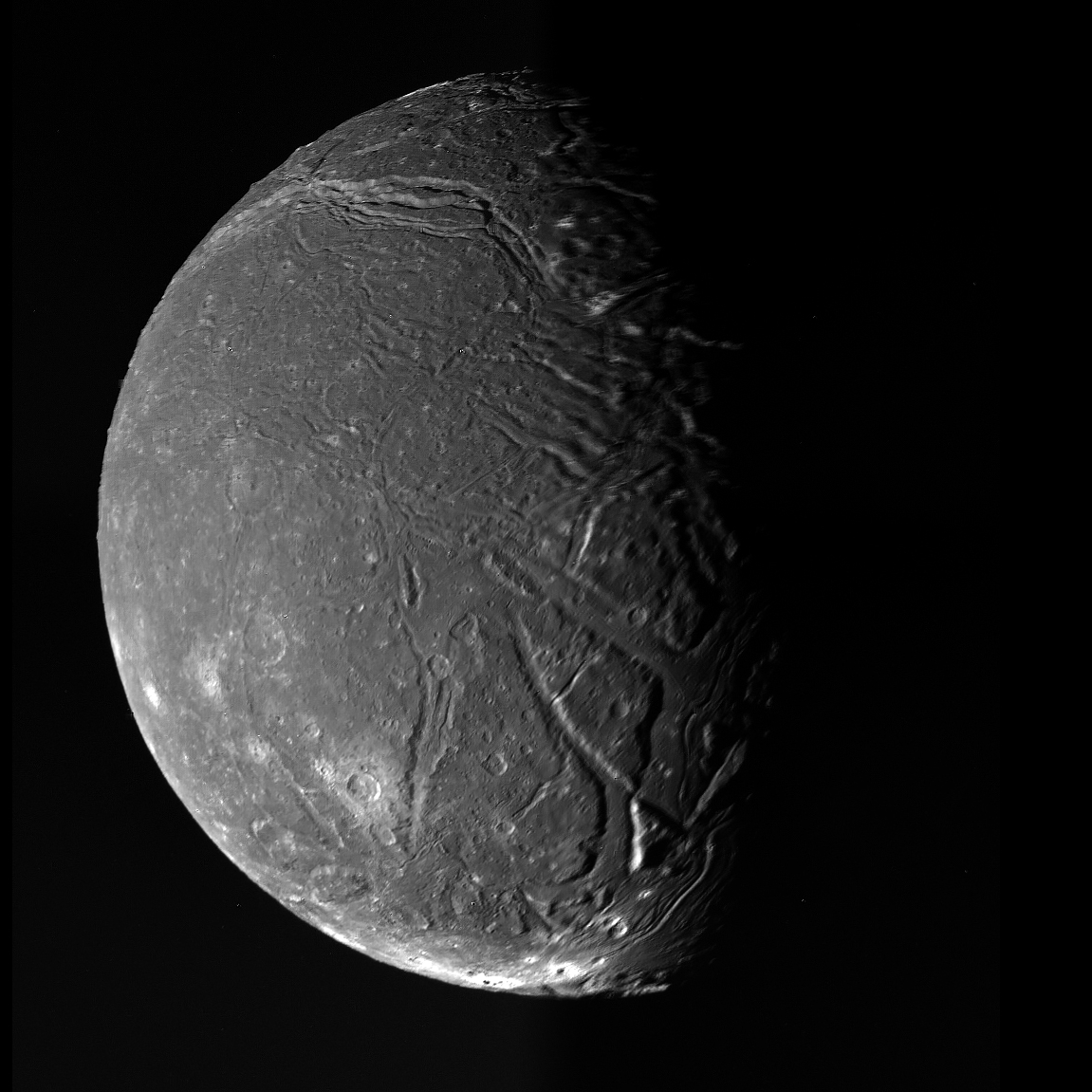
Der ebenfalls stark verformte Mond Ariel

### Vorbereitung der Neptun-Erkundung
Nach dem Verlassen des Uranus-Systems stellte sich schnell die Frage nach der genauen Flugbahn, die Voyager 2 bei der anstehenden Passage von Neptun einschlagen sollte. Da nach Neptun kein weiteres Ziel mehr angeflogen werden sollte, konnte unter vielen möglichen Bahnen gewählt werden. Jede Route hatte hinsichtlich der Beobachtung ihre eigenen Vor- und Nachteile, so dass die einzelnen Teams versuchten, für ihr Ressort die jeweils beste Bahn durchzusetzen. Die Atmosphären-Abteilung verlangte einen möglichst nahen Vorbeiflug, die Planetenwissenschaftler wollten Voyager 2 möglichst nah an den einzigen erreichbaren Mond Triton heranführen, und die Abteilung für Teilchen- und Strahlungsmessung bevorzugte einen eher entfernten Vorbeiflug. Am Ende einigte man sich auf einen Kompromiss, welcher auch die inzwischen neu entdeckten Ringe des Neptun einschloss. Die Flugroute sollte die Sonde auf bis zu 4800 km an Neptun heranführen und sah eine Passage von Triton in einer Entfernung von 38.500 km vor. Die Route wurde im Sommer 1986 freigegeben und am 14. Februar 1987 wurden die Schubdüsen für eineinhalb Stunden aktiviert, was die Sonde endgültig auf ihren Kurs zu Neptun brachte. Da das Neptun-System kaum erforscht war, speicherte man auch einen Befehlssatz für einen Notfallkurs, falls unvorhergesehene Gefahren die Sonde ernsthaft bedrohen sollten.
Bei der Übertragung der wissenschaftlichen Daten stellte sich dasselbe Problem wie bei der Uranus-Passage, wobei die Distanz nochmals deutlich angestiegen war. Um dem abermals deutlich gesunkenen Empfangspegel, bedingt durch die große Entfernung und die schwächere Stromversorgung der Sonde (370 W, 30 W weniger als bei Uranus), entgegenzuwirken, wurden die Empfangsanlagen auf der Erde weiter verbessert. Dies umfasste folgende Maßnahmen:
- Rauschärmere Empfänger an den DSN-Antennen (+55 % Empfangspegel bzw. 3,8 dB mehr Signal-Rausch-Abstand)
- Vergrößerung der 64-m-Antennen auf 70 m Durchmesser
- Zusammenschalten der Antennen des Canberra Deep Space Communication Complex und des Parkes-Observatoriums
- Teilweise eine zusätzliche 64-m-Antenne des Usuda Deep Space Centers
- Zusammenschalten der Antennen des Goldstone Deep Space Communications Complex mit denen des Very Large Array

Durch diese Maßnahmen konnten Datenraten von 19 bis 22 kbit/s erreicht werden. Darüber hinaus verbesserten sie die Auswertung des S-Band-Experiments, da der Empfangspegel erst später unter ein kritisches Niveau sank, so dass man tiefer in die Atmosphäre von Neptun blicken konnte.
Bei den Beobachtungen musste das Missionsteam mit noch größeren Einschränkungen arbeiten als bei Uranus. Durch die um 30 W niedrigere elektrische Leistung konnten noch weniger Instrumente parallel betrieben werden. Um die Leistungsgrenze einzuhalten, maß die Sonde den momentanen Stromverbrauch und schaltete beim Überschreiten der Grenzwerte Instrumente ab. Aufgrund der großen Entfernung stiegen auch die Signallaufzeiten, so dass die Sonde zunehmend autonom arbeiten musste. Man erstellte daher auf Basis der Bahndaten, die zeitnah gewonnen wurden, um möglichst genaue Berechnungen zu ermöglichen, mehrere Befehlssätze für die jeweiligen Flugphasen und sandte sie zur Sonde.
Dies war vor allem durch weiteren Verzicht auf redundante Computersysteme möglich, so dass für neue Funktionen ausreichend Speicherplatz und Verarbeitungskapazität zur Verfügung stand. Gemessen an ihrem Alter und der offiziell prognostizierten Lebensdauer war Voyager 2 in einem bemerkenswert guten Zustand. Neben dem bereits früh ausgefallenen Primärsender waren lediglich einige Speicherblöcke in den beiden FDS-Computern defekt und beim PPS-Instrument waren einige Filter ausgefallen.

### Neptun

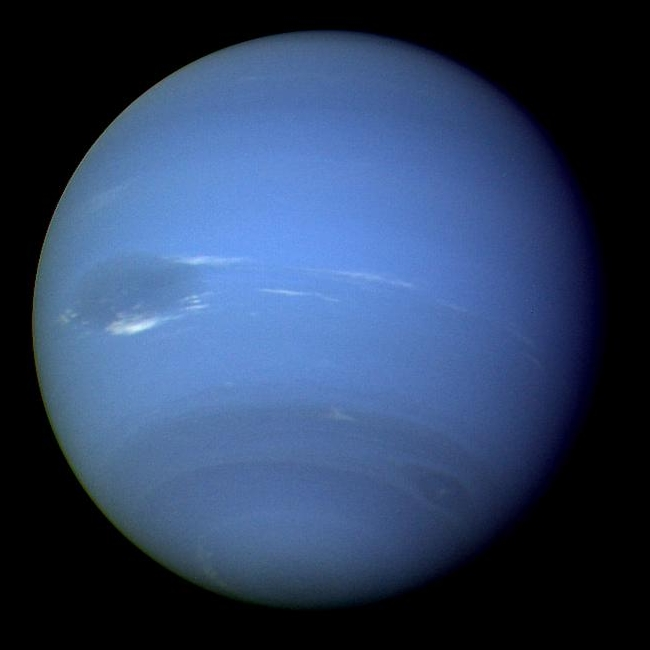
Neptun mit der ursprünglichen übertriebenen Farbe

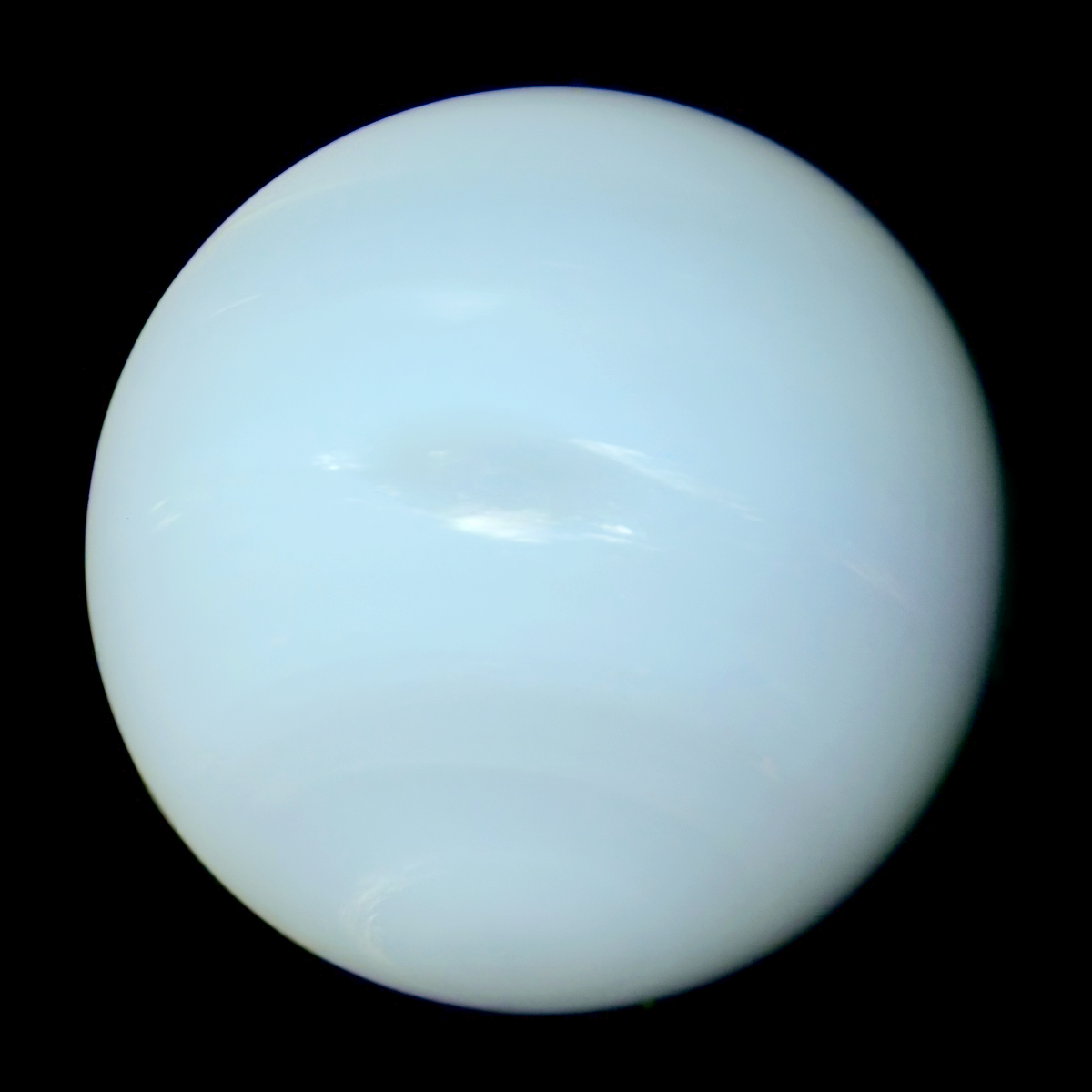
Rekonstruierte Echtfarben

Am 6. Juni 1989 begann die aktive Neptun-Phase der Sonde, 80 Tage vor dem Vorbeiflug. Die intensive Beobachtung des Neptun-Systems begann dann am 6. August, 19 Tage vor dem Vorbeiflug. Dieser erfolgte dann am 25. August in einer Entfernung von 4828 km. Die Beobachtungsphase endete am 2. Oktober 1989, nachdem über 9000 Bilder übertragen worden waren.
Bereits am 18. März, noch gut drei Monate vor der aktiven Phase, konnten intensive, schmalbandige Radiosignale von Neptun aufgefangen werden und so seine innere Rotationsgeschwindigkeit bestimmt werden. Während der Primärphase konnten durch sehr lange belichtete Aufnahmen die Ringe Neptuns gefunden werden, deren Existenz man zuvor nur vermuten konnte. Bei Messungen des Magnetfelds stellte es sich als deutlich schwächer heraus als das von Uranus. In der südlichen Hemisphäre Neptuns wurde der sogenannte „Great Dark Spot“ („Großer Dunkler Fleck“) entdeckt, der jedoch Jahre später wieder verschwand.
Beim Flug durch das Neptun-System entdeckte Voyager 2 sechs zuvor unbekannte Monde. Sie konnten im Beobachtungsprogramm nicht mehr entsprechend berücksichtigt werden, nur Proteus wurde früh genug entdeckt, um noch entsprechende Anpassungen vornehmen zu können. Der schon zuvor bekannte Triton war ein Kernpunkt der wissenschaftlichen Mission; so konnte dessen Größe exakt bestimmt werden. In der Literatur hatte man einen Durchmesser von 3800 bis 5000 km angenommen, die Messungen ergaben aber einen Durchmesser von 2760 km. Tritons Oberfläche zeigte kaum Einschlagskrater und wies ein eher geriffeltes Profil ohne große Höhenauffälligkeiten auf. Als vorherrschende Farben erschienen Braun und Weiß. Letzteres ist ein Resultat der vulkanischen Aktivitäten auf dem Mond. Geysire schleudern große Mengen flüssigen Stickstoffs in die Höhe, der dann bei −210 °C teilweise verdampft und teilweise ausfriert und als weißer Stickstoffschnee auf der Oberfläche niedergeht. Die Atmosphäre Tritons wurde mit dem RSS-Instrument untersucht; auf Bodenniveau wurde ein Druck von 1,0 bis 1,4 Pa festgestellt.

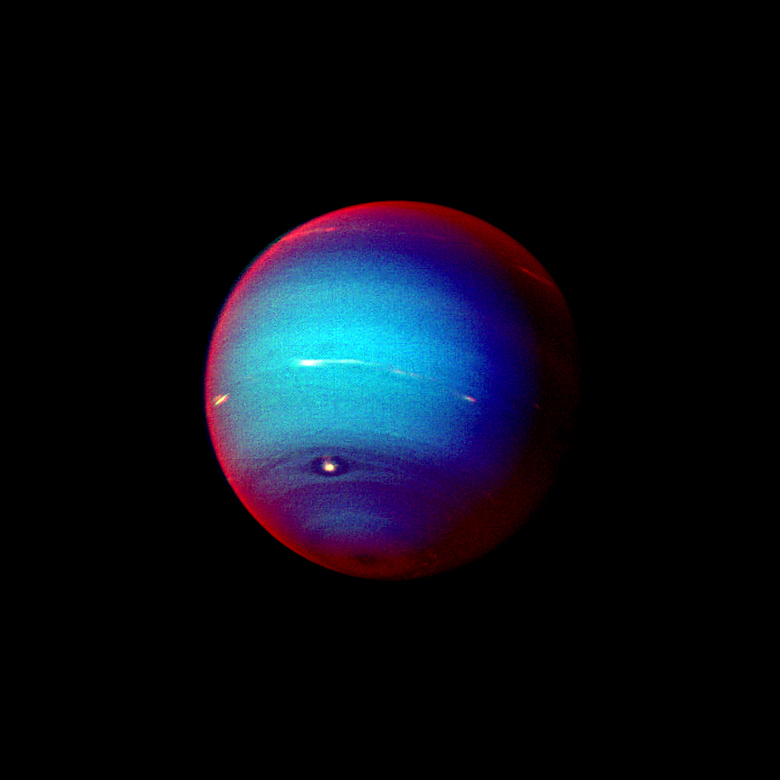
Falschfarbenaufnahme Neptuns
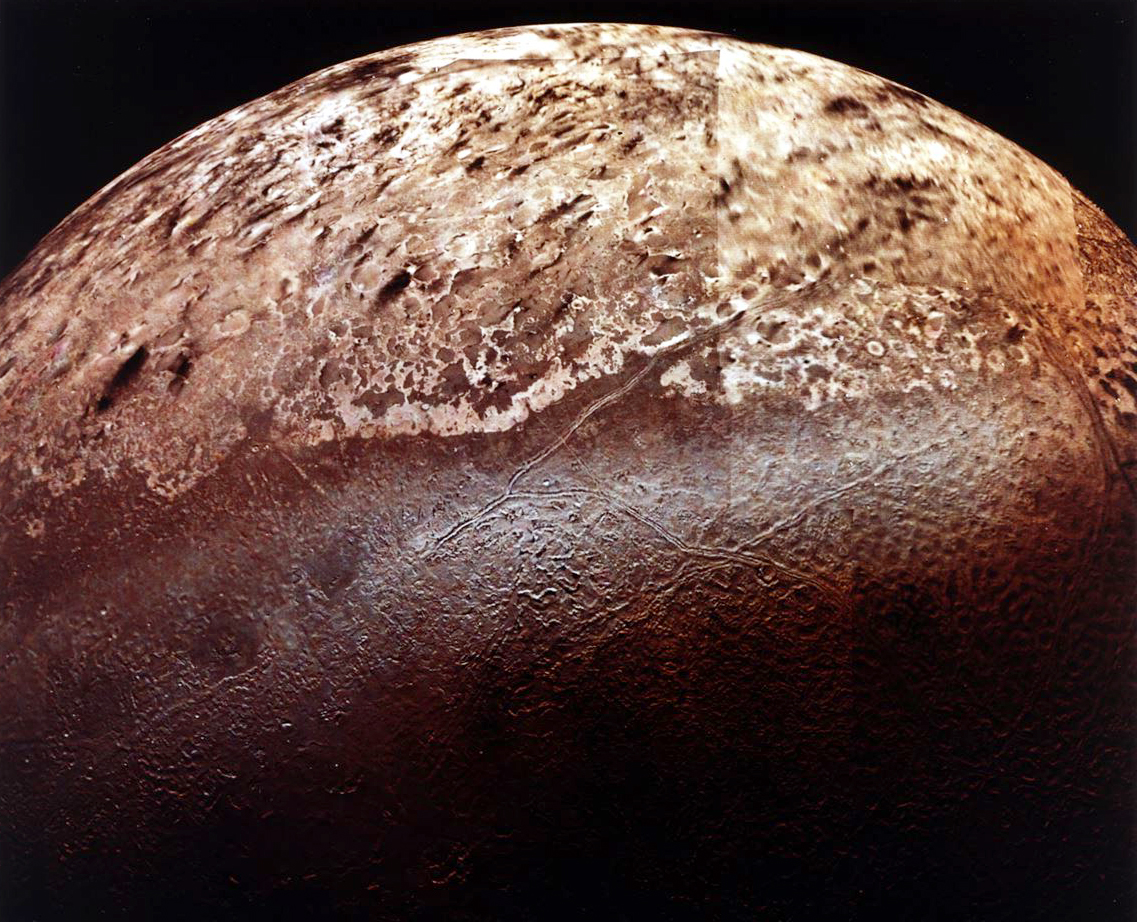
Mond Triton
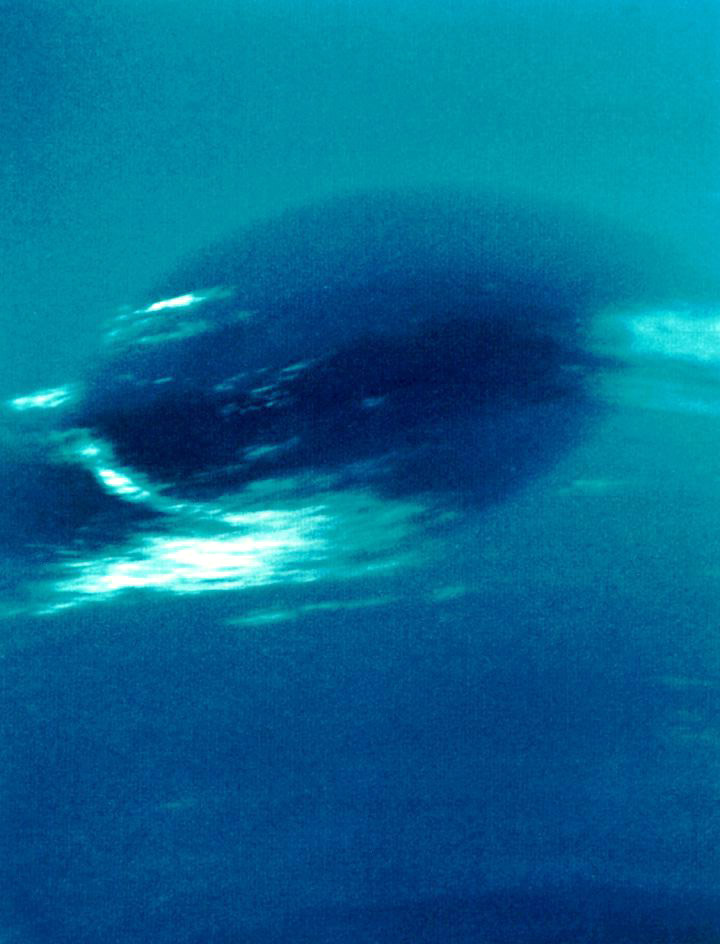
Neptuns „Great Dark Spot“
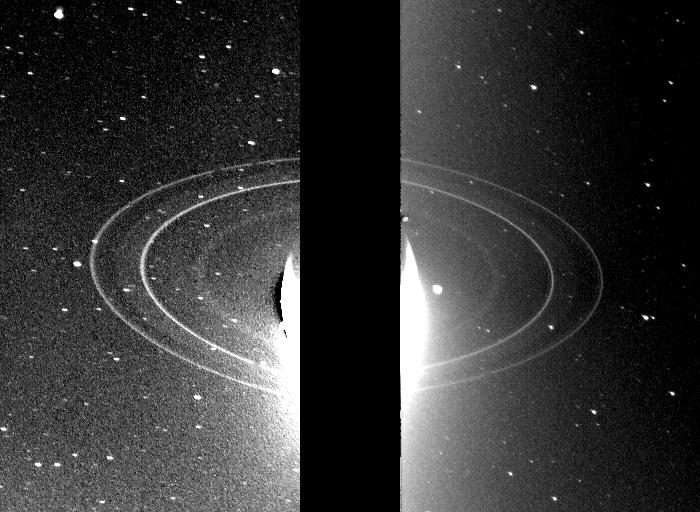
Ringsystem Neptuns
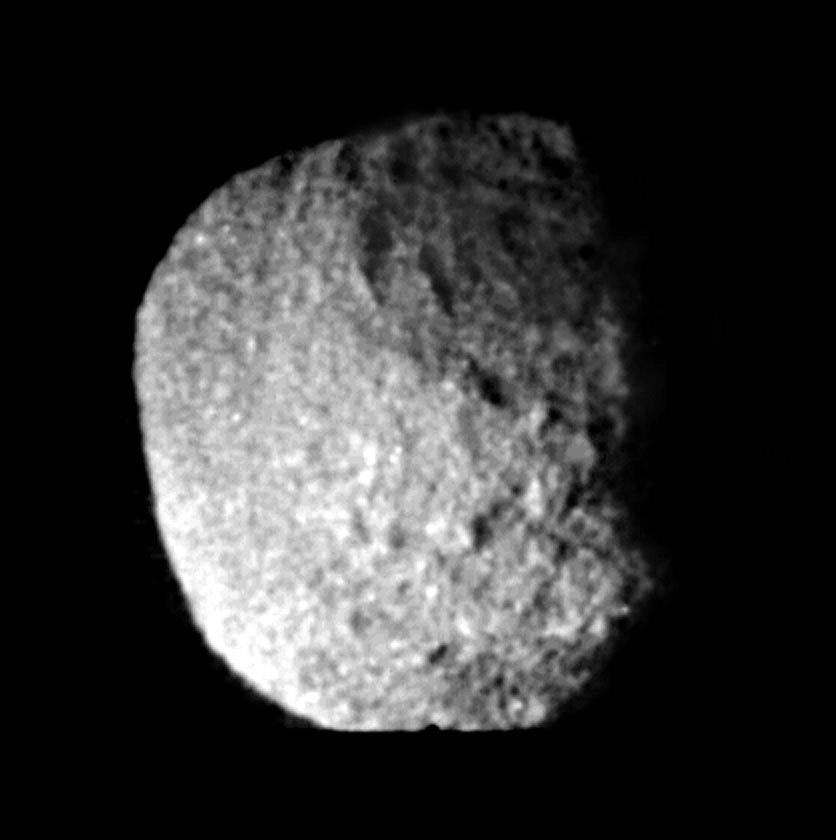
Mond Proteus
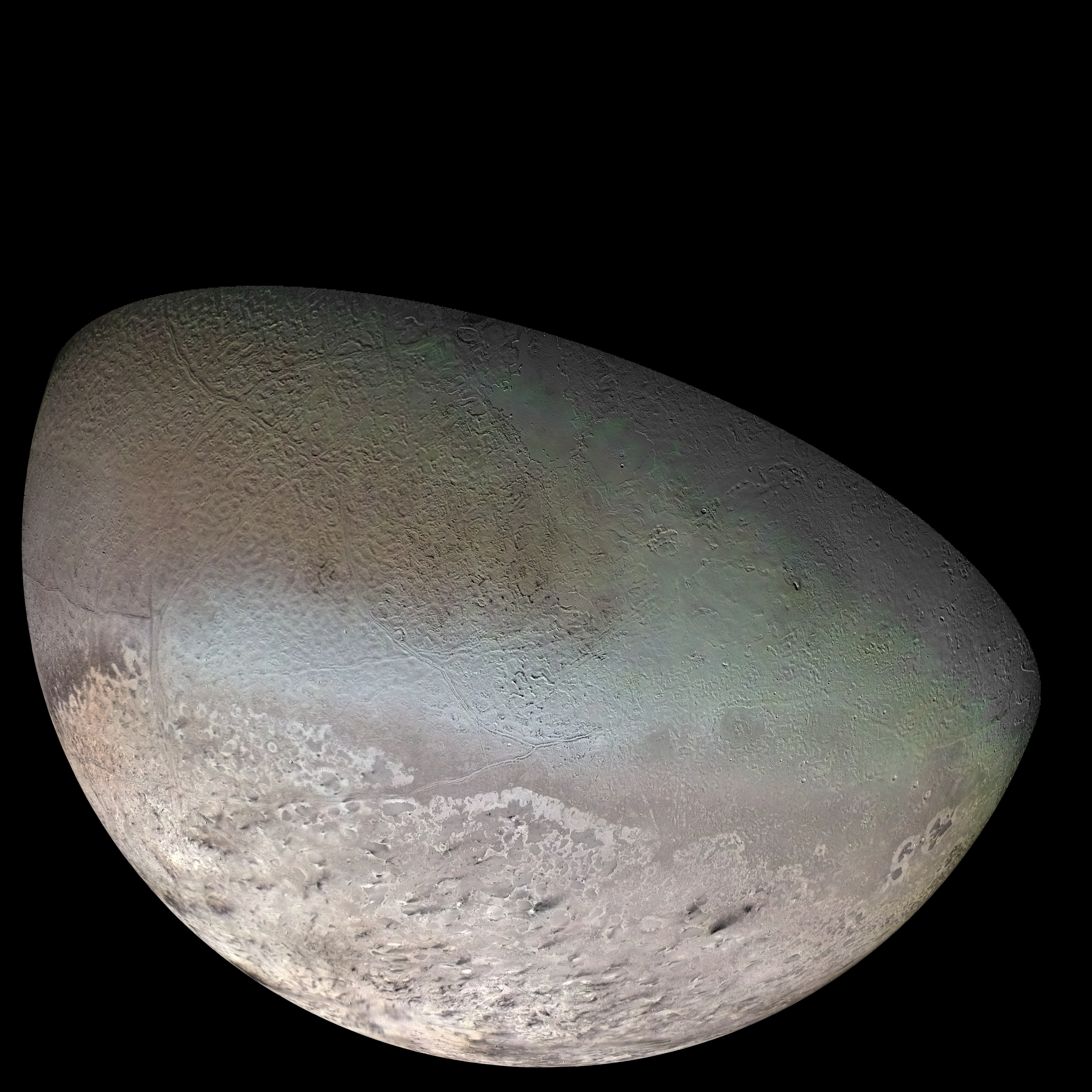
Ein Mosaik Tritons

### Interstellare Mission

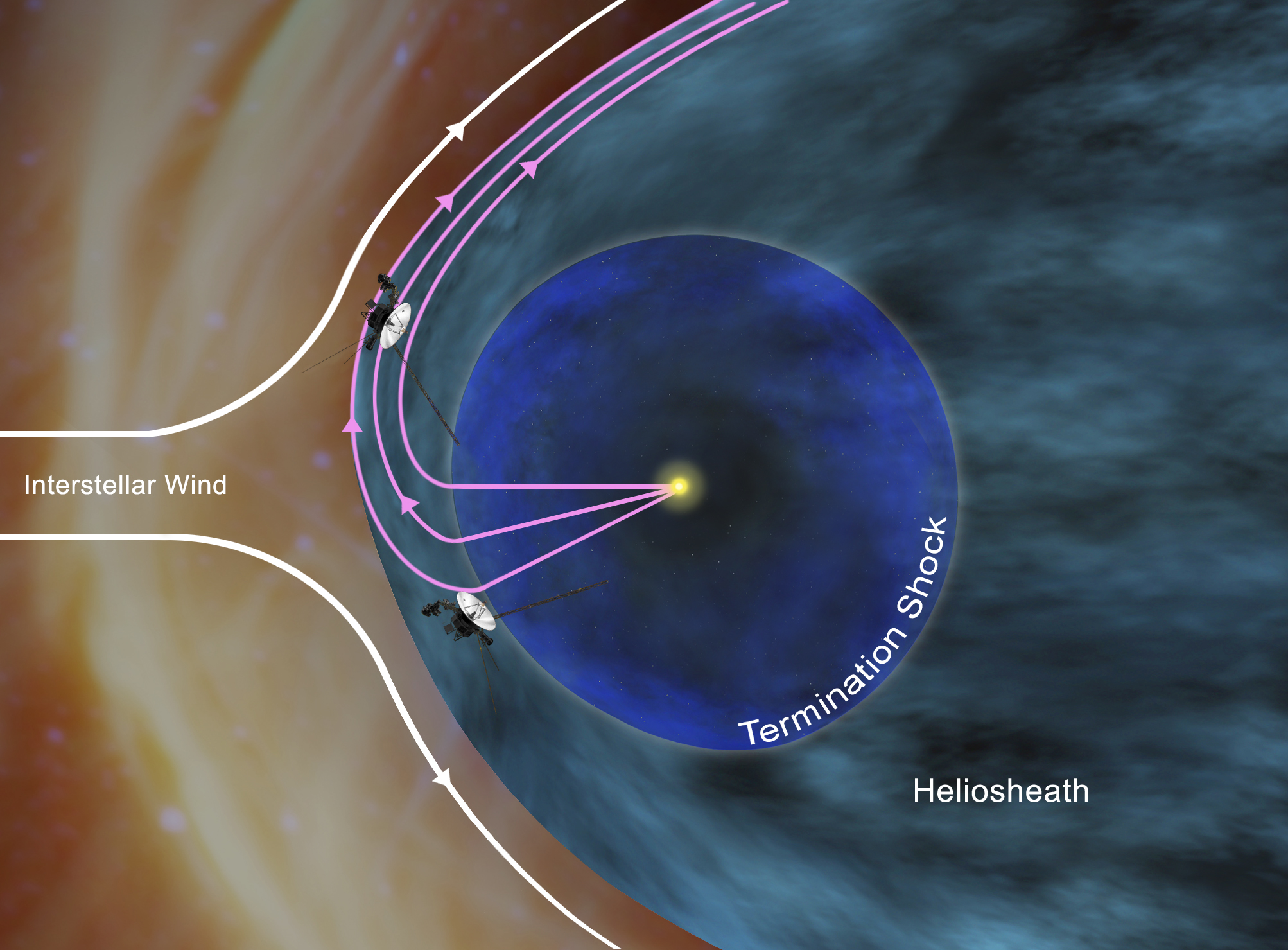
Position der Voyager-Sonden 2012

Seit der Neptunpassage befindet sich Voyager 2 wie ihre Schwestersonde Voyager 1 auf dem Weg in die äußeren Bereiche des Sonnensystems und darüber hinaus. Ziel der „Voyager Interstellar Mission“ (VIM) ist die Erforschung der Randbereiche des Sonnensystems und des umgebenden interstellaren Raumes. Dabei bewegt sich Voyager 2 mit einer Geschwindigkeit von 3,3 astronomischen Einheiten pro Jahr auf einer Bahn 48° südlich zur Ekliptik. Im August 2007 durchquerte die Raumsonde drei Jahre nach Voyager 1 die Randstoßwelle (termination shock) und trat in den „Heliohülle“ (heliosheath) genannten äußeren Bereich der Heliosphäre ein, in dem sich Sonnenwind und interstellares Medium mischen.
Am 5. November 2018 erreichte Voyager 2 die Heliopause. Zu diesem Zeitpunkt war die Sonde 119 AE von der Sonne entfernt.
Am 21. Juli 2023 wurde durch einen Kommandofehler die Antenne von Voyager 2 unbeabsichtigt um zwei Grad an der Erde vorbei ausgerichtet. Es konnten keine Daten von Voyager 2 mehr empfangen werden, nur noch ein sehr schwaches Trägersignal war detektierbar. Die NASA sandte mit maximaler Sendeleistung der 70-m-Antenne des DSN in Canberra (S-Band, 100 kW) ein Korrekturkommando in Richtung Voyager 2. Der Versuch war erfolgreich und am 4. August 2023 konnte Voyager 2 wieder korrekt auf die Erde ausgerichtet werden. Im anderen Fall hätte die Sonde nach einigen Wochen ohne Empfang eines Bodensignals eine automatische Suchroutine gestartet, um die Antenne wieder auf die Erde auszurichten.
Voyager 2 überholte am 30. Juli 2023 die Sonde Pioneer 10 und ist seither das am zweitweitesten von der Erde entfernte von Menschen gebaute Objekt.

Animation der Vorbeiflüge von Voyager 2 an Jupiter, Saturn, Uranus und Neptun
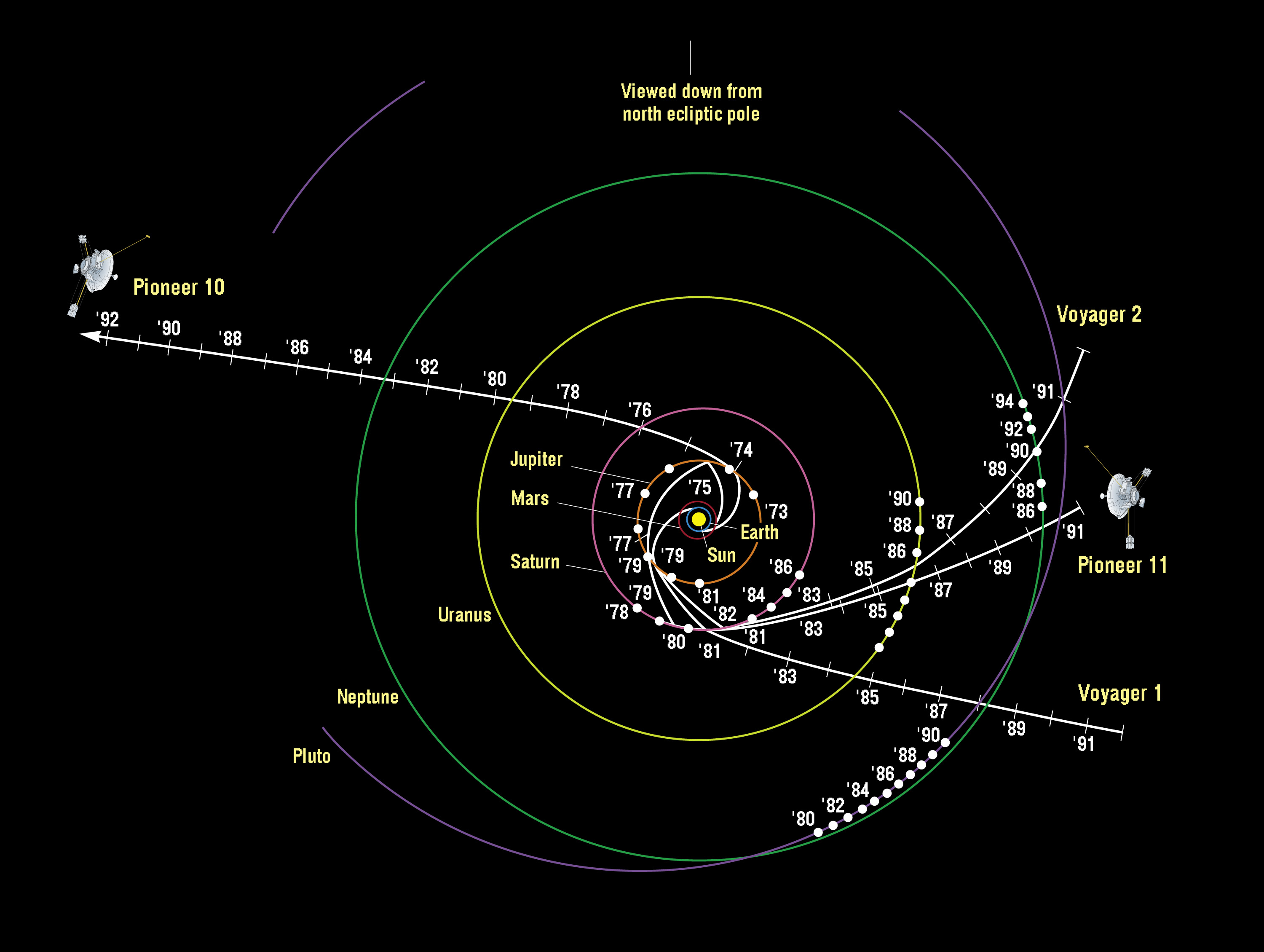
Flugbahnen von Pioneer 10, Pioneer 11, Voyager 1 und Voyager 2.
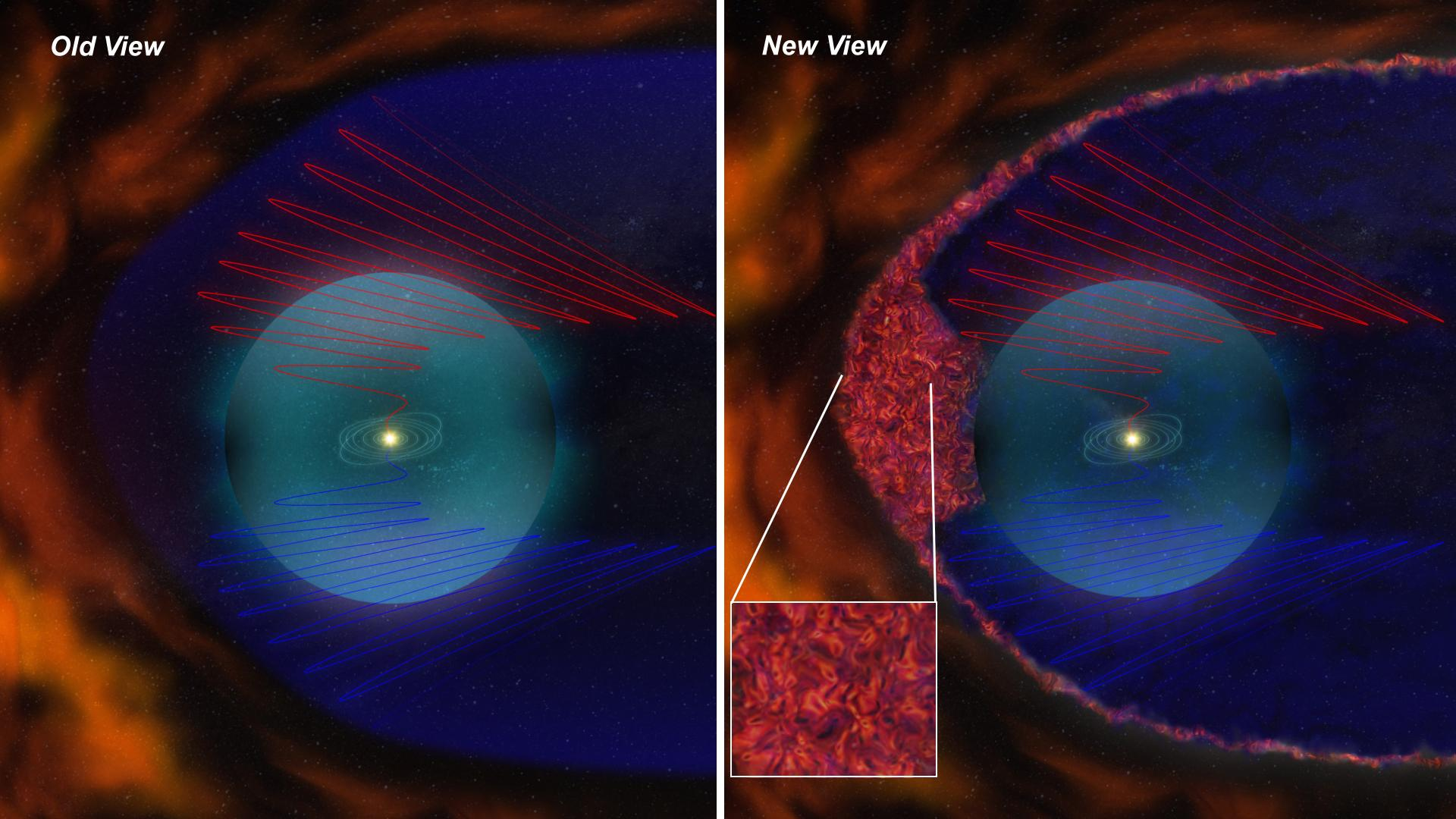
Alte (links) und neue (rechts) Vorstellung vom Magnetfeld der Sonne

## Die Sonde und ihre wissenschaftlichen Instrumente

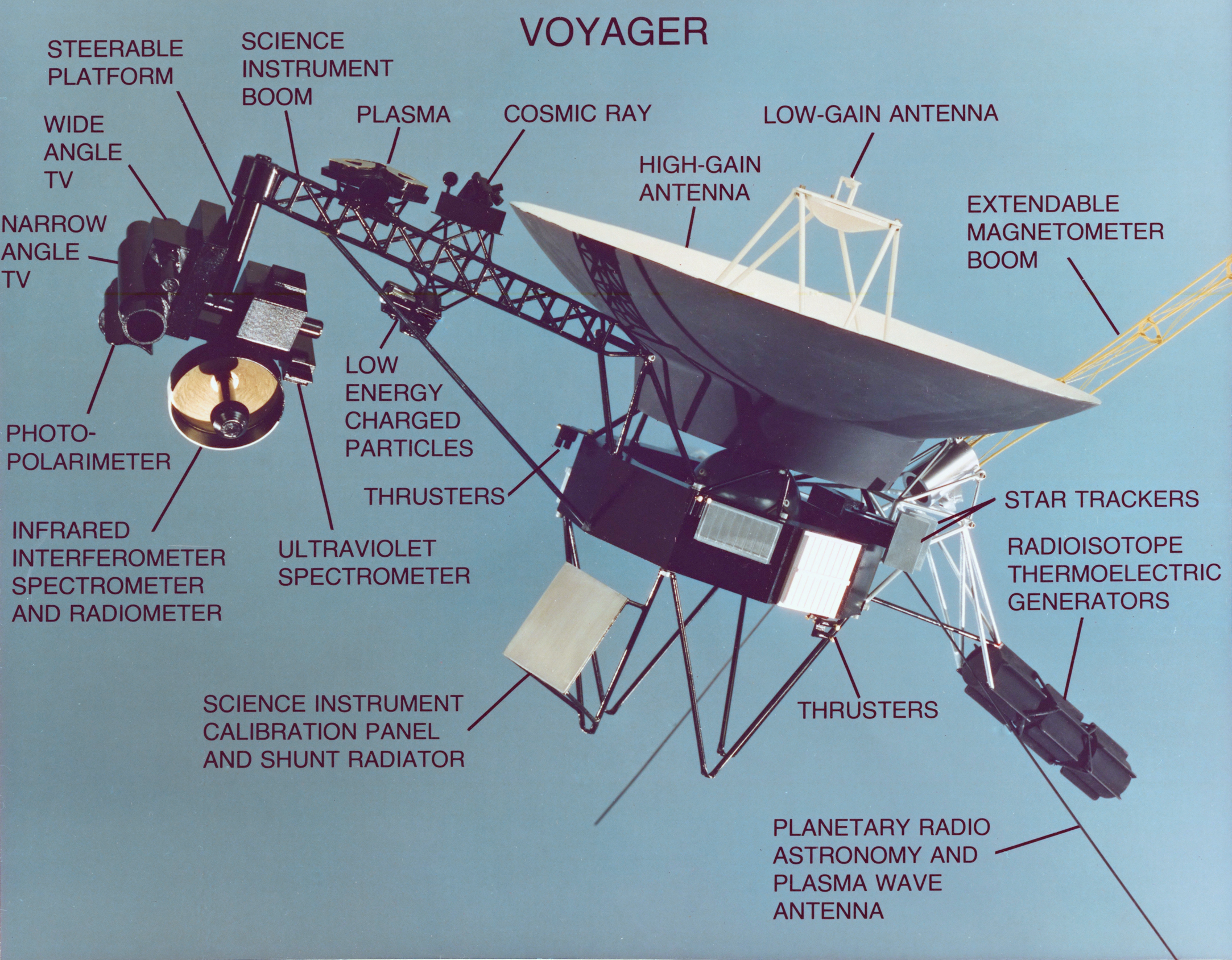
Aufbau einer Voyager-Sonde

Voyager 2 ist mehrere Meter groß und ca. 800 kg schwer. Sie besteht im Wesentlichen aus einer zentralen, ringförmigen Aluminiumzelle (Durchmesser ca. 1,80 m), die im Querschnitt zehneckig ist und einen Großteil der Elektronik beherbergt, einer Parabolantenne (Durchmesser ca. 3,6 m) und einem 2,5 m langen Ausleger, der den Großteil der wissenschaftlichen Instrumente trägt. Die Energie wird von drei Radionuklidbatterien erzeugt. Voyager 2 ist baugleich mit Voyager 1.

## Aktueller Status

### Sonde
- Am 1. Mai 2025 ist Voyager 2 ca. 139,56 AE von der Sonne entfernt, das sind etwa 20,88 Milliarden Kilometer.[1]
- Zurückgelegte Strecke am 1. November 2016: Ca. 26,253 Mrd. km = 175,49 AE[9]
- Geschwindigkeit relativ zur Sonne: 15,374 km/s = 3,241 AE/Jahr

Daten (Stand: 6. Januar 2016)
- Verbleibender Treibstoff: 25,27 kg
- Leistung der Radionuklidbatterien: 255,8 W (etwa 45,5 Prozent Leistungsverlust)
- Datenrate Downlink: 159 bit/s mit 70-m-Antennen oder zwei kombinierten 34-m-Antennen.

### Energieversorgung
Die Reichweite der Sender und der Hydrazinvorrat für die Lageregelungsdüsen könnten ein Fortführen der Mission weitere Jahrzehnte ermöglichen. Wesentlich kritischer ist aber die Energieversorgung: Aufgrund des fortschreitenden radioaktiven Kernzerfalls in den Radionuklidbatterien sowie der Abnutzung der thermoelektrischen Elemente sinkt die zur Verfügung stehende elektrische Leistung um ca. 4 W pro Jahr. Durch Abschaltung einiger nicht-essenzieller Systeme (Instrumente, Heizelemente …) ist es immer wieder gelungen, die Lebensdauer der Sonde zu verlängern.

### Antennen
Die Sonde befindet sich weitab südlich von der Ekliptik, so dass sie effektiv nur von der Südhalbkugel beobachtet werden kann. Damit bleiben von den Antennen des DSN nur die Antennen des Canberra Deep Space Communication Complex zur Kommunikation, eventuell unterstützt von der 64-m-Antenne des Parkes-Observatoriums.
Von diesen Antennen verfügt nur die DSS-43-Antenne in Canberra über einen ausreichend starken Sender im benötigten Frequenzbereich (S-Band). Wegen eines Umbaus dieser Antenne konnten von März bis November 2020 keine Signale mehr zu Voyager 2 gesendet werden. Am 12. Februar 2021 war der Umbau so weit abgeschlossen, dass wieder regulär mit der Sonde kommuniziert werden konnte.

### Missionsverlauf

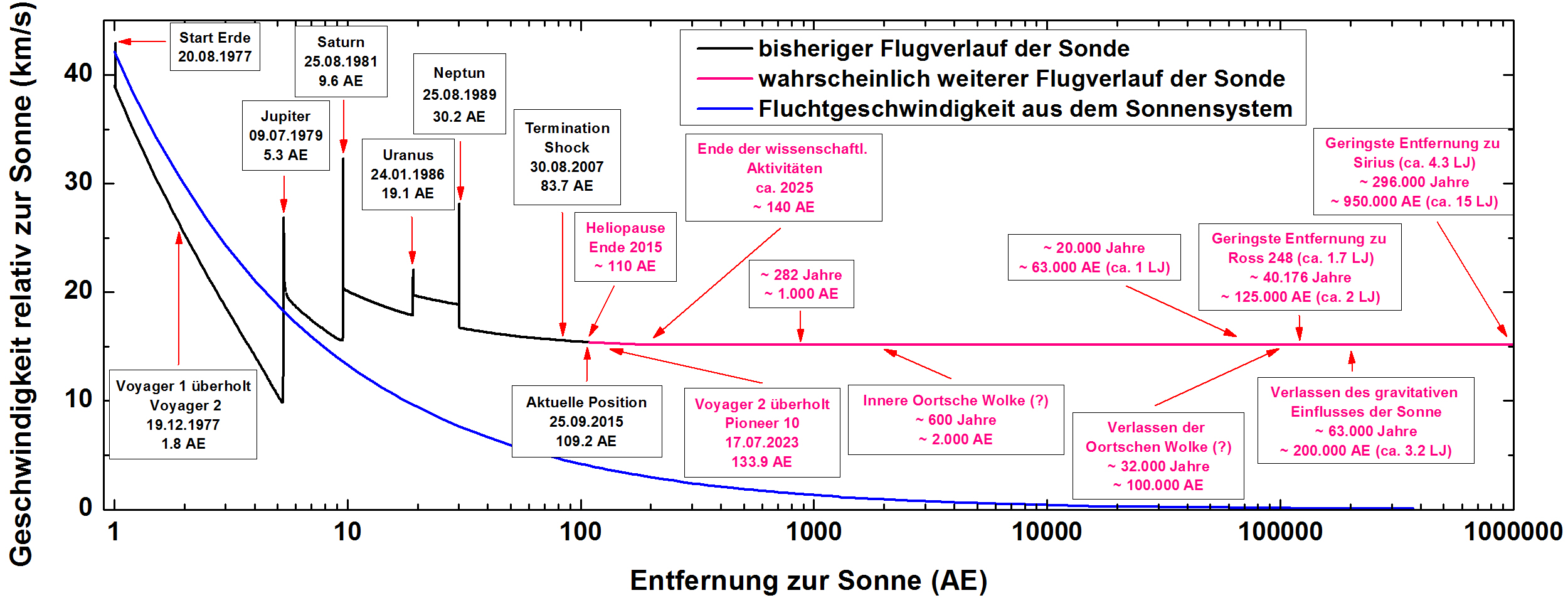
Bisheriger und theoretisch zukünftiger Missionsverlauf

### Instrumente
Stand: 26. September 2024
| Instrument                                  | Status      | Abschaltdatum                  | Anmerkungen                                                                |
| ------------------------------------------- | ----------- | ------------------------------ | -------------------------------------------------------------------------- |
| Cosmic Ray Sub-system (CRS)                 | aktiv       |                                | Eines der vier low-energy-Teleskope ist defekt. Heizung wurde deaktiviert. |
| Imaging Science System (ISS)                | deaktiviert | 10. Okt. 1989 und 5. Dez. 1989 | Weitwinkel- und Telekamera zu unterschiedlichen Zeiten abgeschaltet        |
| Infrared Interferometer Spectrometer (IRIS) | deaktiviert | 1. Feb. 2007                   |                                                                            |
| Low-Energy Charged Particles (LECP)         | deaktiviert | 24. März 2025                  | mangels Energie abgeschaltet                                               |
| Photopolarimeter System (PPS)               | deaktiviert | 3. Apr. 1991                   | wegen Verringerung der Leistung abgeschaltet                               |
| Plasma Spectrometer (PLS)                   | deaktiviert | 26. Sep. 2024                  |                                                                            |
| Plasma Wave System (PWS)                    | aktiv       |                                | Nur eingeschränkt nutzbar.                                                 |
| Planetary Radio Astronomy (PRA)             | deaktiviert | 21. Feb. 2008                  |                                                                            |
| Radio Science Sub-system (RSS)              | deaktiviert |                                |                                                                            |
| Magnetometer (MAG)                          | aktiv       |                                |                                                                            |
| Ultraviolet Spectrometer (UVS)              | deaktiviert | 12. Nov. 1998                  |                                                                            |

## Voyager Golden Record

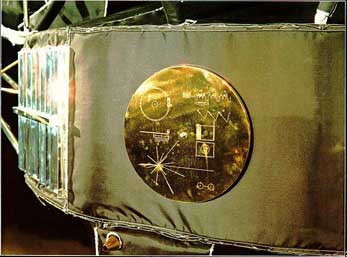
Golden Record an Voyager 2

Die „Voyager Golden Record“ ist eine kupferne Datenplatte, die zum Schutz vor Korrosion mit Gold überzogen wurde. Auf ihr sind Bild- und Audio-Informationen über die Menschheit gespeichert. Auf der Vorderseite befindet sich unter anderem eine Art Gebrauchsanleitung und eine Karte, die die Position der Sonne in Relation zu 14 Pulsaren zeigt.

## Populärkulturelle Rezeption
Voyager 2 und ihre Schwestersonde Voyager 1 zogen besonders während ihrer frühen Missionsphase viel Aufmerksamkeit auf sich, auch in der breiten Öffentlichkeit. Dies ist vor allem auf das außergewöhnliche Missionsprofil (insbesondere im Hinblick auf die zurückgelegten Entfernungen) und die für damalige Verhältnisse qualitativ sehr hochwertigen Farbaufnahmen vielfältiger Motive zurückzuführen. Auch die Idee des Sendens einer „Botschaft ins All“ mittels der Voyager Golden Record-Platte erregte große Aufmerksamkeit.